# La Chapelle-Bertin
 La Chapelle-Bertin  es una población y comuna francesa, situada en la región de Auvernia, departamento de Alto Loira, en el distrito de Le Puy-en-Velay y cantón de Allègre.
En la comuna se encuentran yacimientos de barita  250 m al sur de la aldea de L'Arbre.

## Demografía
| 160 | 140 | 104 | 84 | 88 | 72 |
| Para los censos de 1962 a 1999 la población legal corresponde a la población sin duplicidades (Fuente: INSEE [Consultar]) |     |     |    |    |    |